# Stomylomyia tenella
Stomylomyia tenella är en tvåvingeart som först beskrevs av Friedrich Hermann Loew 1869.  Stomylomyia tenella ingår i släktet Stomylomyia och familjen svävflugor. Inga underarter finns listade i Catalogue of Life.